# Copa Mundial Femenina de Rugby League de 2003
La Copa Mundial Femenina de Rugby League de 2003 fue la segunda edición de la Copa Mundial Femenina de Rugby League.
El organizador de la copa fue Nueva Zelanda.

## Selecciones participantes
- Australia
- Gran Bretaña
- Islas Cook
- New Zealand Maori
- Niue
- Nueva Zelanda
- Samoa
- Tokelau
- Tonga

## Primera fase

### Grupo A
| Pos. | Equipo       | Encuentros | Encuentros | Encuentros | Encuentros | Tantos  | Tantos    | Tantos     | Puntos |
| Pos. | Equipo       | jugados    | ganados    | empatados  | perdidos   | a favor | en contra | diferencia | Puntos |
| ---- | ------------ | ---------- | ---------- | ---------- | ---------- | ------- | --------- | ---------- | ------ |
| 1    | Gran Bretaña | 2          | 2          | 0          | 0          | 82      | 12        | +70        | 4      |
| 2    | Samoa        | 2          | 1          | 0          | 1          | 56      | 32        | +24        | 2      |
| 3    | Tonga        | 2          | 0          | 0          | 2          | 4       | 98        | -94        | 0      |

| 28 de septiembre | Samoa | 12 - 28 | Gran Bretaña |  |  |

| 30 de septiembre | Samoa | 44 - 4 | Tonga |  |  |

| 2 de octubre | Tonga | 0 - 54 | Gran Bretaña |  |  |

### Grupo B
| Pos. | Equipo            | Encuentros | Encuentros | Encuentros | Encuentros | Tantos  | Tantos    | Tantos     | Puntos |
| Pos. | Equipo            | jugados    | ganados    | empatados  | perdidos   | a favor | en contra | diferencia | Puntos |
| ---- | ----------------- | ---------- | ---------- | ---------- | ---------- | ------- | --------- | ---------- | ------ |
| 1    | Australia         | 2          | 2          | 0          | 0          | 86      | 24        | +62        | 4      |
| 2    | New Zealand Maori | 2          | 1          | 0          | 1          | 68      | 28        | +40        | 2      |
| 3    | Niue              | 2          | 0          | 0          | 2          | 0       | 102       | -102       | 0      |

| 28 de septiembre | Maorí | 24 - 28 | Australia |  |  |

| 30 de septiembre | Maorí | 44 - 0 | Niue |  |  |

| 2 de octubre | Australia | 58 - 0 | Niue |  |  |

### Grupo C
| Pos. | Equipo        | Encuentros | Encuentros | Encuentros | Encuentros | Tantos  | Tantos    | Tantos     | Puntos |
| Pos. | Equipo        | jugados    | ganados    | empatados  | perdidos   | a favor | en contra | diferencia | Puntos |
| ---- | ------------- | ---------- | ---------- | ---------- | ---------- | ------- | --------- | ---------- | ------ |
| 1    | Nueva Zelanda | 2          | 2          | 0          | 0          | 152     | 0         | +152       | 4      |
| 2    | Islas Cook    | 2          | 1          | 0          | 1          | 30      | 84        | -54        | 2      |
| 3    | Tokelau       | 2          | 0          | 0          | 2          | 16      | 114       | -98        | 0      |

| 28 de septiembre | Nueva Zelanda | 68 - 0 | Islas Cook |  |  |

| 30 de septiembre | Islas Cook | 30 - 16 | Tokelau |  |  |

| 2 de octubre | Nueva Zelanda | 84 - 0 | Tokelau |  |  |

## Segunda fase
|  | Semifinalistas. |

### Grupo Campeonato 1
| Pos. | Equipo        | Encuentros | Encuentros | Encuentros | Encuentros | Tantos  | Tantos    | Tantos     | Puntos |
| Pos. | Equipo        | jugados    | ganados    | empatados  | perdidos   | a favor | en contra | diferencia | Puntos |
| ---- | ------------- | ---------- | ---------- | ---------- | ---------- | ------- | --------- | ---------- | ------ |
| 1    | Nueva Zelanda | 2          | 2          | 0          | 0          | 128     | 4         | +124       | 4      |
| 2    | Australia     | 2          | 1          | 0          | 1          | 44      | 56        | -12        | 2      |
| 3    | Samoa         | 2          | 0          | 0          | 2          | 12      | 124       | -112       | 0      |

| 4 de octubre | Nueva Zelanda | 44 - 4 | Australia |  |  |

| 6 de octubre | Nueva Zelanda | 84 - 0 | Samoa |  |  |

| 8 de octubre | Australia | 40 - 12 | Samoa |  |  |

### Grupo Campeonato 2
| Pos. | Equipo            | Encuentros | Encuentros | Encuentros | Encuentros | Tantos  | Tantos    | Tantos     | Puntos |
| Pos. | Equipo            | jugados    | ganados    | empatados  | perdidos   | a favor | en contra | diferencia | Puntos |
| ---- | ----------------- | ---------- | ---------- | ---------- | ---------- | ------- | --------- | ---------- | ------ |
| 1    | New Zealand Maori | 2          | 2          | 0          | 0          | 56      | 8         | +48        | 4      |
| 2    | Gran Bretaña      | 2          | 0          | 1          | 1          | 28      | 30        | -2         | 1      |
| 3    | Islas Cook        | 2          | 0          | 1          | 1          | 20      | 66        | -46        | 1      |

| 4 de octubre | Maorí | 10 - 8 | Gran Bretaña |  |  |

| 6 de octubre | Gran Bretaña | 20 - 20 | Islas Cook |  |  |

| 8 de octubre | Maorí | 46 - 0 | Islas Cook |  |  |

### Grupo Bowl-Plata
| Pos. | Equipo  | Encuentros | Encuentros | Encuentros | Encuentros | Tantos  | Tantos    | Tantos     | Puntos |
| Pos. | Equipo  | jugados    | ganados    | empatados  | perdidos   | a favor | en contra | diferencia | Puntos |
| ---- | ------- | ---------- | ---------- | ---------- | ---------- | ------- | --------- | ---------- | ------ |
| 1    | Niue    | 2          | 1          | 1          | 0          | 36      | 28        | +8         | 3      |
| 2    | Tokelau | 2          | 1          | 0          | 1          | 42      | 26        | +16        | 2      |
| 3    | Tonga   | 2          | 0          | 1          | 1          | 18      | -42       | -24        | 1      |

| 4 de octubre | Tokelau | 28 - 4 | Tonga |  |  |

| 6 de octubre | Tokelau | 14 - 22 | Niue |  |  |

| 8 de octubre | Tonga | 14 - 14 | Niue |  |  |

## Fase final

### Semifinal Bowl - Plata
| 10 de octubre | Islas Cook | 18 - 12 | Tokelau |  |  |

| 10 de octubre | Samoa | 24 - 18 | Niue |  |  |

### Final Bowl
| 12 de octubre          | Tokelau | 26 - 12 | Tonga |  |  |
| Tonga reemplazo a Niue |         |         |       |  |  |

### Final Plata
| 12 de octubre | Samoa | 28 - 18 | Islas Cook |  |  |

### Semifinal Campeonato
| 10 de octubre | Nueva Zelanda | 38 - 0 | Gran Bretaña |  |  |

| 10 de octubre | Maorí | 12 - 4 | Australia |  |  |

### Final
| 12 de octubre | Nueva Zelanda | 58 - 0 | Maorí |  |  |

| Bandera de Nueva Zelanda |
| Campeón Nueva Zelanda    |
| Segundo título           |